# Герасько, Лариса Анатольевна
Лариса Анатольевна Герасько (укр. Лариса Анатоліївна Герасько; род. 4 апреля 1974, Прилуки) — украинский дипломат. Чрезвычайный и Полномочный Посол Украины в Ирландии с 28 апреля 2021 года.

## Биография
Родилась 4 апреля 1974 года в Прилуках Черниговской области.
В 1997 году окончила Киевский национальный университет им. Шевченко, юридический факультет.
Владеет иностранными языками: английским и русским, изучает испанский.
В 1994—2001 годах — специалист 2 категории — первая секретарь Договорно-правового управления МИД Украины.
В 2001—2005 годах — первый секретарь по консульско-правовым вопросам, Посольство Украины в Канаде.
В 2005—2009 годах — начальник отдела международных договоров Договорно-правового департамента МИД Украины.
В 2009—2014 годах — заместитель директора Договорно-правового департамента МИД Украины. Член делегации Украины для участия в переговорах с Республикой Сербия о подготовке проекта Соглашения между Украиной и Республикой Сербия о социальном обеспечении.
В 2014—2015 годах — Директор Департамента международного права МИД Украины. Член делегации Украины для участия в работе 69-й сессии Генеральной Ассамблеи ООН. Член делегации Украины для участия в переговорах с РФ о нарушении ею своих обязательств по международным договорам Украины.
С 23 апреля 2015 по 2020 год — Генеральный консул Украины в Чикаго (США).
В 2020 году — Директор Департамента международного права МИД Украины.
В 2020—2021 годах — Посол по особым поручениям Политического директората МИД Украины.
С 28 апреля 2021 года — Чрезвычайный и Полномочный Посол Украины в Ирландии.

## Дипломатический ранг
- Чрезвычайный и Полномочный Посланник второго класса (22 декабря 2017)[6]
- Чрезвычайный и Полномочный Посланник первого класса (24 августа 2022)[7]